# Gunung Bipak Dua
Gunung Bipak Dua är ett berg i Indonesien.   Det ligger i provinsen Aceh, i den västra delen av landet, 1 600 km nordväst om huvudstaden Jakarta. Toppen på Gunung Bipak Dua är 2 905 meter över havet, eller 127 meter över den omgivande terrängen. Bredden vid basen är 1,6 km.
Terrängen runt Gunung Bipak Dua är bergig åt sydväst, men åt nordost är den kuperad.Runt Gunung Bipak Dua är det mycket glesbefolkat, med 5 invånare per kvadratkilometer. Det finns inga samhällen i närheten. I omgivningarna runt Gunung Bipak Dua växer i huvudsak städsegrön lövskog.